# 니콜라 레오나르 사디 카르노
위의 정보는 제공된 내용을 템플릿에 따라 채운 결과입니다. 추가 설명이나 비어있는 부분이 있다면 참고해 조정하시기 바랍니다.

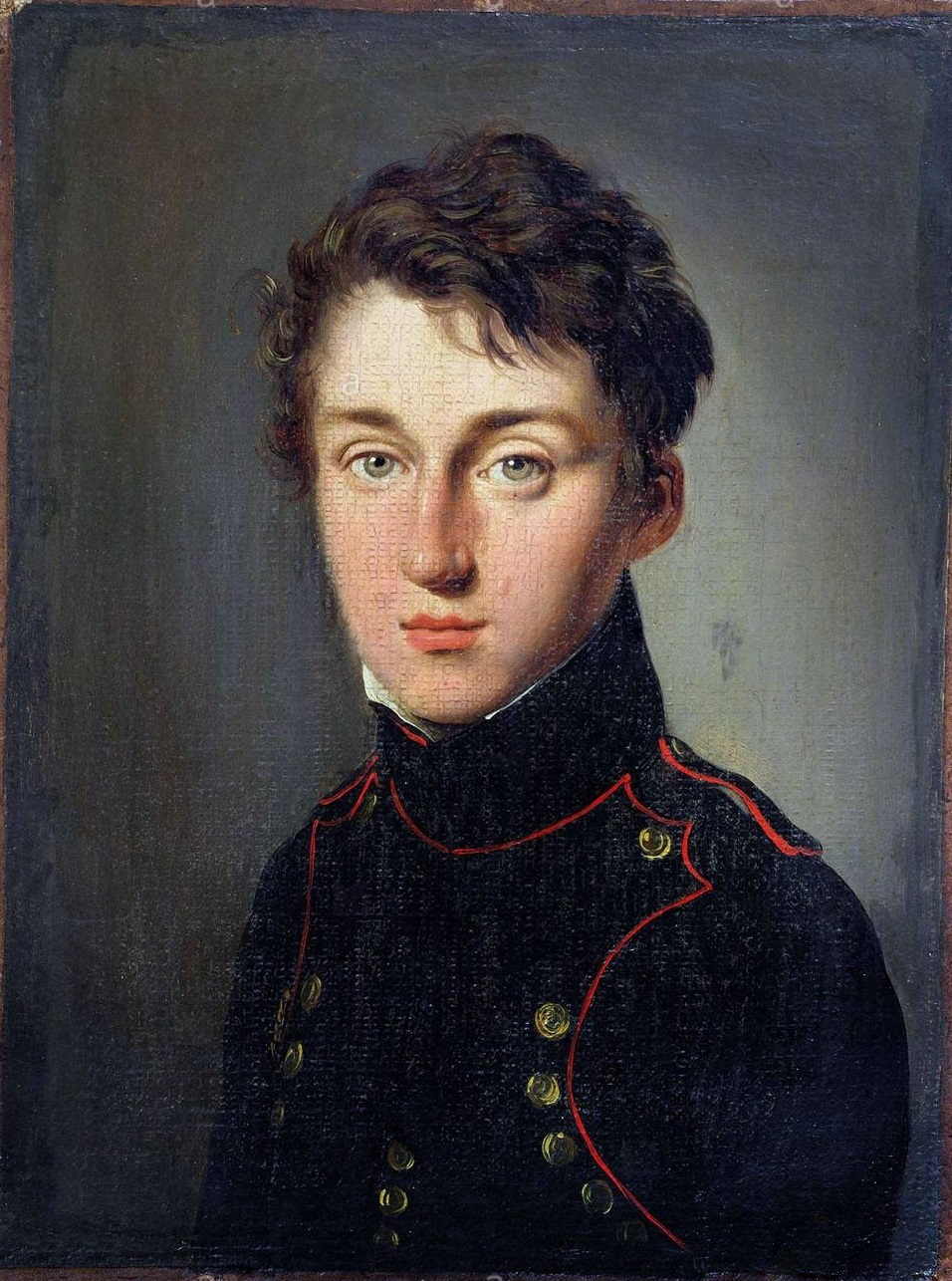
사디 카르노

니콜라 레오나르 사디 카르노(Nicolas Léonard Sadi Carnot, 1796년~1832년)는 프랑스의 물리학자이다. 그는 열은 높은 온도로부터 낮은 온도로 옮겨질 때에만 힘을 얻을 수 있고, 그와 반대의 경우에는 밖으로부터 힘을 주지 않으면 안 된다는 사실을 증명하였다. 이것은 오늘날의 '열역학 제2법칙'과 같은 것이다. 저서로 《열 및 열 기관에 관한 고찰》 등이 있다.
그의 아버지는 국민공회 시기 공안위원회 위원이었으며 나폴레옹 밑에서 내무장관을 지낸 라자르 카르노다. 그의 동생인 이폴리트 카르노는 프랑스 제2공화국의 교육종교부장관이었다.

## 생애
1796년 프랑스 파리에서 라자르 카르노의 아들로 출생하였다. 파리 이공과대학 졸업 후 육군공병장교로 복무하였다. 1827년 제대 후 파리에서 음악과 미술에 열중했으며, 광산학교와 소르본 대학에서 수학·물리학·화학·박물학·정치·경제 등을 공부했다. 1824년 《불의 동력 및 그 힘의 발생에 적당한 기계에 관한 고찰》 (프랑스어: Réflexions sur la puissance motrice du feu et sur les machines propres  développer cette puissance)을 발표하여 열역학, 특히 제2법칙의 기초를 닦았다. 즉 열을 동력으로 변화시키는 과정을 고찰, 카르노 순환의 개념을 도입하여, 동력은 열이 뜨거운 물체에서 찬 물체로 이동할 때 발생한다는 것을 깨닫고, 온도차의 역할과 '열평형 회복'의 중요성을 지적하였다.
1830년 7월 혁명으로 연구는 단절되고, 2년 후 콜레라에 걸려 36세로 생애를 마쳤다. 대부분의 논문과 유품은 당시 콜레라 환자에게 관습적으로 행해지던 대로 그가 죽자마자 폐기 처분되었다. 그의 논문은 에밀 클라페옹에 의하여 출판되어 주목을 받았고, 톰슨과 클라우지우스에 의하여 전개되어, 열역학 제2법칙으로 결실을 보게 되었다. 유고에서 종래의 열물질성을 탈피하여 열과 일의 당량성을 제시하였으며, 이 업적으로 물리학사상 열역학의 선구자가 되었다.

## 카르노 기관
열기관은 주위에서 열에너지를 끄집어내어 일을 수행하는 장치이다. 이때 모든 열기관의 핵심은 작동 물질이다. 증기기관에서는 증기나 액체 형태의 물이 작동물질이다. 자동차 엔진에서는 휘발유와 공기의 혼합물이 작동물질이다. 만일 열기관이 지속적으로 일을 하려면 작동물질은 순환 작동되어야 한다. 즉, 작동물질은 각 상태가 반복되는 순환과정이라고 불리는 열역학적 순환과정을 거쳐야 한다.
이상 기관은 열로써 일을 할 때 원리적으로는 최상의 기관이다. 카르노는 열역학 제1 법칙이나 엔트로피의 개념의 발견되기 이전에 이 기관의 성능을 분석하였다.